# Tour de l'Ain 1997
Il Tour de l'Ain 1997, nona edizione della corsa, si svolse dal 13 al 17 agosto 1997 su un percorso di 769 km ripartiti in 5 tappe (la quinta suddivisa in due semitappe), con partenza e arrivo a Bourg-en-Bresse. Fu vinto dallo statunitense Bobby Julich della Cofidis davanti al francese Fabrice Gougot e al francese Yvon Ledanois.

## Tappe
| Tappa  | Data      | Percorso                                              | km    | Vincitore di tappa | Leader cl. generale |
| ------ | --------- | ----------------------------------------------------- | ----- | ------------------ | ------------------- |
| 1ª     | 13 agosto | Bourg-en-Bresse > Pont-de-Vaux                        | 185,5 | Danilo Hondo       | Danilo Hondo        |
| 2ª     | 14 agosto | Pont-de-Vaux > Oyonnax                                | 159   | Yvon Ledanois      | Yvon Ledanois       |
| 3ª     | 15 agosto | Oyonnax > Saint-Genis-Pouilly                         | 146,8 | Philippe Bordenave | Yvon Ledanois       |
| 4ª     | 16 agosto | Saint-Genis-Pouilly > Vilereversure                   | 165,2 | Kevin Livingston   | Yvon Ledanois       |
| 5ª-1ª  | 17 agosto | Ceyzériat > Bourg-en-Bresse                           | 99,5  | Kevin Livingston   | Yvon Ledanois       |
| 5ª-2ª  | 17 agosto | Bourg-en-Bresse > Bourg-en-Bresse (cron. individuale) | 12,7  | Bobby Julich       | Bobby Julich        |
| Totale | Totale    | Totale                                                | 769   |                    |                     |

## Dettagli delle tappe

### 1ª tappa
- 13 agosto: Bourg-en-Bresse > Pont-de-Vaux – 185,5 km

| Pos. | Corridore         | Squadra                | Tempo    |
| ---- | ----------------- | ---------------------- | -------- |
| 1    | Danilo Hondo      | Agro Adler Brandenburg | 4h51'05" |
| 2    | Damien Nazon      | FDJ                    | s.t.     |
| 3    | Sandro Giacomelli | Amore & Vita           | s.t.     |

| Pos. | Corridore    | Squadra                | Tempo    |
| ---- | ------------ | ---------------------- | -------- |
| 1    | Danilo Hondo | Agro Adler Brandenburg | 4h50'55" |

### 2ª tappa
- 14 agosto: Pont-de-Vaux > Oyonnax – 159 km

| Pos. | Corridore            | Squadra      | Tempo    |
| ---- | -------------------- | ------------ | -------- |
| 1    | Yvon Ledanois        | Gan          | 3h56'48" |
| 2    | Maurizio De Pasquale | Amore & Vita | a 3"     |
| 3    | Fabrice Gougot       | Casino       | s.t.     |

| Pos. | Corridore     | Squadra | Tempo    |
| ---- | ------------- | ------- | -------- |
| 1    | Yvon Ledanois | Gan     | 8h47'42" |

### 3ª tappa
- 15 agosto: Oyonnax > Saint-Genis-Pouilly – 146,8 km

| Pos. | Corridore          | Squadra    | Tempo    |
| ---- | ------------------ | ---------- | -------- |
| 1    | Philippe Bordenave | Casino     | 3h48'03" |
| 2    | Franz Hotz         | Post Swiss | a 7"     |
| 3    | Bobby Julich       | Cofidis    | a 9"     |

| Pos. | Corridore     | Squadra | Tempo     |
| ---- | ------------- | ------- | --------- |
| 1    | Yvon Ledanois | Gan     | 12h35'54" |

### 4ª tappa
- 16 agosto: Saint-Genis-Pouilly > Vilereversure – 165,2 km

| Pos. | Corridore           | Squadra       | Tempo    |
| ---- | ------------------- | ------------- | -------- |
| 1    | Kevin Livingston    | Cofidis       | 4h26'38" |
| 2    | Andrea Paluan       | Cantina Tollo | a 1'33"  |
| 3    | Ole Sigurd Simensen |               | a 1'34"  |

| Pos. | Corridore     | Squadra | Tempo     |
| ---- | ------------- | ------- | --------- |
| 1    | Yvon Ledanois | Gan     | 17h06'28" |

### 5ª tappa - 1ª semitappa
- 17 agosto: Ceyzériat > Bourg-en-Bresse – 99,5 km

| Pos. | Corridore         | Squadra       | Tempo    |
| ---- | ----------------- | ------------- | -------- |
| 1    | Kevin Livingston  | Cofidis       | 2h20'06" |
| 2    | Sandro Giacomelli | Amore & Vita  | s.t.     |
| 3    | Maurizio Frizzo   | Cantina Tollo | s.t.     |

| Pos. | Corridore     | Squadra | Tempo     |
| ---- | ------------- | ------- | --------- |
| 1    | Yvon Ledanois | Gan     | 19h28'56" |

### 5ª tappa - 2ª semitappa
- 17 agosto: Bourg-en-Bresse > Bourg-en-Bresse (cron. individuale) – 12,7 km

| Pos. | Corridore    | Squadra | Tempo  |
| ---- | ------------ | ------- | ------ |
| 1    | Bobby Julich | Cofidis | 15'22" |

| Pos. | Corridore      | Squadra | Tempo     |
| ---- | -------------- | ------- | --------- |
| 1    | Bobby Julich   | Cofidis | 19h47'24" |
| 2    | Fabrice Gougot | Casino  | a 44"     |
| 3    | Yvon Ledanois  | Gan     | a 48"     |

## Classifiche finali

### Classifica generale
| Pos. | Corridore            | Squadra                   | Tempo     |
| ---- | -------------------- | ------------------------- | --------- |
| 1    | Bobby Julich         | Cofidis                   | 19h47'24" |
| 2    | Fabrice Gougot       | Casino-C'est votre équipe | a 44"     |
| 3    | Yvon Ledanois        | Gan                       | a 48"     |
| 4    | Maurizio De Pasquale | Amore & Vita              | a 52"     |
| 5    | Richard Chassot      | Post Swiss Team           | a 1'47"   |
| 6    | Ole Sigurd Simensen  |                           | a 2'44"   |
| 7    | Franz Hotz           | Post Swiss Team           | a 2'55"   |
| 8    | Philippe Bordenave   | Casino-C'est votre équipe | a 4'52"   |
| 9    | Artur Babaitsev      | Lada-CSKA Samara          | a 5'01"   |
| 10   | Gennadij Michajlov   | Lada-CSKA Samara          | a 5'19"   |